# Helluonina
Los helluoninos (Helluonina) son una subtribu de coleópteros adéfagos  perteneciente a la familia Carabidae. 
Tiene los siguientes géneros
| - Aenigma - Ametroglossus - Dicranoglossus - Epimicodema - Gigadema - Helluapterus - Helluarchus | - Helluo - Helluodema - Helluonidius - Helluopapua - Helluosoma - Neohelluo - Platyhelluo |